# بخش مرکزی شهرستان چالدران
بخش مرکزی شهرستان چالدران یکی از بخش‌های تابعه شهرستان چالدران در استان آذربایجان غربی در شمال غربی ایران است.

## تقسیمات کشوری
دهستان‌های بخش مرکزی
- دهستان چالدران شمالی
- دهستان چالدران جنوبی
- دهستان ببه جیک

شهرها: سیه چشمه.

## جمعیت
براساس سرشماری مرکز آمار ایران در سال ۱۳۹۵، جمعیت این بخش برابر با ۳۷٬۴۸۷ نفر (۹٬۸۱۷ خانوار) بوده‌است. 